# 利伯蒂鎮區 (印第安納州霍華德縣)
利伯蒂鎮區（英語：Liberty Township）是位於美國印第安納州霍華德縣的一個行政鎮區。

## 地方資料
根據2010年美國人口普查的數據，利伯蒂鎮區的面積為82.30平方千米，當中陸地面積為81.70平方千米，而水域面積為0.60平方千米。當地共有人口4,862人，而人口密度為每平方千米59.08人。